# Gynanisa westwoodi
Gynanisa westwoodi is een vlinder uit de familie nachtpauwogen (Saturniidae). De wetenschappelijke naam van de soort is voor het eerst geldig gepubliceerd in 1895 door Lionel Walter Rothschild.